# Kratka pritezalka
Kratka pritezalka (latinsko musculus adductor brevis) je mišica iz skupine primikalk v stegnu. Izvira iz sprednje strani zgornje veje sramnice ter se narašča na medialni del nazobčanega roba telesa stegnenice, posteriorno od izvora stegenske preme mišice.
Kratka pritezalka primika, zunanje rotira in krči kolčni sklep.
Oživčuje jo živec obturatorius (L3 in L4).